# Chiusdino
Chiusdino és un comune (municipi) de la província de Siena, a la regió italiana de la Toscana, situat uns 70 km al sud de Florència i uns 30 km al sud-oest de Siena.
Limita amb els municipis de Casole d'Elsa, Monticiano, Montieri, Radicondoli, Roccastrada i Sovicille.

## Evolució demogràfica[1]
| Gràfica d'evolució demogràfica de Chiusdino entre 1861 i |
|                                                          |
| Font: ISTAT - Elaboració gràfica de Viquipèdia           |